# كهرمان أسود
الكهرمان الأسود، ناتج عضوي، وهو مثل الفحم المتكون من بقايا الخشب المطمور في المياه الراكدة منذ ملايين السنين، وبعد ذلك تماسك وتحجر بفعل ضغط السنين، وكذلك بفعل ضغط الدفن، وهو أسود أو بني داكن، ولكنه قد يحتوي شوائب من البيريت، لها لون نحاسي وبريق معدني، وعادة ما يتم صقله وتقطيعه جيدا، وإذا تم حرقه أو لمسه بواسطة إبرة ساخنة تخرج منه رائحة الفحم المميزة.

## التركيب البلوري
- التركيب البللوري: عديم التبلور.
- المكونات: مواد عضوية مختلفة.
- درجة الصلابة: 2.5
- الجاذبية النوعية: 1.33
- معامل الانكسار: 1.64-1.68
- الانكسار المزدوج: لا يوجد
- اللمعان: مخملي إلى شمعي

## تواجده
تدل الدلائل على أن الكهرمان الأسود، كان يستخرج منذ عام 1400 قبل الميلاد. وقد تم العثور على قطع مشغولة من الكهرمان في عصور ما قبل التاريخ الدفينة، وأثناء الإحتلال الروماني للجزر البريطانية، كان يتم شحن قطع مشغولة ومرصعة بالكهرمان الأسود إلى روما.
ربما يكون أهم مصدر تاريخي له هو مدينة في يوركشاير، بإنجلترا، والتي تعتبر المصدر الرئيس لكل الكهرمان الأسود الذي كان يستخدم في الحداد منذ القرن التاسع عشر، وأثناء هذه الفترة كان استخراج الكهرمان وتصنيعه هو المصدر الرئيس لعوائد المدينة. ويوجد الكهرمان أيضًا في إسبانيا، وفرنسا، وألمانيا، وبولندا، والهند، وتركيا، وجمهوريات الإتحاد السوفيتي السابقة. والصين والولايات المتحدة الأمريكية.
كان الكهرمان الاسود، يستخدم في العصر الإسلامي في صناعة المسبحات، وهو حجر نفيس جدا، حيث تقدر المسبحة التي تحتوى على 30 حبة بالاف الدولارات.. الكهرمان الاسود، هو جزء من حجر الكهرمان، ولا يوجد وحيدا.
.

## المصدر
1. ↑  https://www.alanba.com.kw/ar/variety-news/entertainment/845877/22-07-2018-موسوعة-الأحجار-الكريمة/ نسخة محفوظة 2018-07-22 على موقع واي باك مشين.